# 拜尔凯涅
拜尔凯涅，是匈牙利诺格拉德州所辖的一个村。总面积13.46平方公里，总人口662，人口密度49.2人/平方公里（2011年1月1日）。